# Fosterék háza képzeletbeli barátoknak
A Fosterék háza képzeletbeli barátoknak (eredeti címén Foster's Home for Imaginary Friends, néhány alkalommal: Álmok háza, Fosterék, Fosterék háza) amerikai televíziós rajzfilmsorozat, amelyet a Pindur pandúrok atyja, Craig McCracken alkotott és a Cartoon Network Studios készített. Magyarországon és Amerikában egyaránt a rajzfilmekre szakosodott Cartoon Network televízióadó sugározta.

## Bevezető
A Foster-házba azok a képzeletbeli barátok mennek, akiket kitalálójuk kinőtt. Amikor McCracken és felesége, Lauren Faust adoptált egypár kiskutyát, felötlött bennük, hogy vajon a gyermekkorban kitalált képzeletbeli barátok hova jutnak, amikor létrehozójuk kinövi őket.

## Foster világa
Ebben a világban a képzeletbeli barátok már akkor hús-vér lények lesznek, amikor kitalálják őket. Más mesékkel ellentétben ebben a világban a képzeletbeli barátok teljesen igaziak, láthatóak, érezhetőek és hallhatóak is. Sajnos egy idő után minden gyermek kinövi a képzeletbeli barátját, ilyenkor elhagyják őket, és egyedül boldogulnak tovább. Az idős Foster néninek innen jött az ötlet, hogy alapítson egy otthont az elhagyott képzeletbeli barátoknak, ami a Wilson út 1123. szám alatt található. A mottójuk: „Egy hely, ahol nem felejtenek el.” A képzeletbeli barátok számát nem tudjuk megbecsülni, de az „Elnökválasztás” című epizódból megtudhatjuk, hogy 1340 képzeletbeli barát van a házban, bár egy későbbi részben Foster néni elmondja Bloonak és Tökéletes úrnak, hogy az otthon jelenleg 2038 barátnak ad otthont. A ház ugyan hatalmas, 4888 lépcsős a tetejéig, és sokan meg is bolondulnak miatta, főleg, ha eltévednek benne, de a képzeletbeliek számára valóban maga a megtestesült álom (kivéve talán még az, amikor Tökéletes Úr parancsolgat).

## Szereplők

### Főszereplők
- Mac – Egy okos, nyolcéves kisfiú, aki az anyjával és a bajkeverő bátyjával, Terrence-szel él. Barátságos fiú, aki legtöbbször Blooval, Bumm-mal, Eduardóval, Cocoval és a ház többi lakójával keveredik különböző kalandokba. Mac legtöbbször tudja, mit kell tenni, ha barátai valamilyen galibába keverednek. Képzeletbeli barátja Bloo, akit ő talált ki. Foster néni szerint dicséretes fantáziadús képzelete van. Apjáról még nem lehet tudni semmit. Mac a Coco által kiosztott Foster Baseball kártyák tanúsága szerint 107 cm. és 30 kg.
- Blooregard „Bloo” Q. Kazoo – Mac eredeti képzeletbeli barátja, akit hároméves korában talált ki. Bloo narcisztikus, de szeretetre méltó mániákus. Coco kártyájáról kiderül, hogy körül-belül 61 centiméter és 13 kiló. Mindig valami rosszaságon töri a fejét, de általában a tervei rosszul sülnek el. A „Drága Frankie” epizódból derül ki, hogy ötéves. Neve az angol blue szóból ered, ami magyarul kéket jelent.
- Francis „Frankie” Foster – Foster néni 22 éves unokája, aki az összes ház körüli munkát elvégzi, és segít, ha kell, szóval elég sokat vállal magára. Ahhoz képest, hogy Tökéletes úr állandóan idegesíti a szabályok betartásával, elég kedves és barátságos. Az egyik epizódból kiderül, hogy Frankie nagyon kedveli a munkáját, és soha nem akar elmenni a házból. Frankie kb. 178 cm és a súlya a magánügye.
- Tökéletes úr – Óriási szürkésfehér nyúl, akit maga Foster néni talált ki gyermekkorában. Általában kályhacsőkalapot és szmokingot visel, a fülei lógnak. A jobb szemén egy monoklit is találunk, a másik általában csukva van. Ő a Foster ház igazgatója, és szereti ha rendben, rendezetten mennek a dolgok, de ezzel általában a környezetében lévőket megőrjíti. Neve az eredeti változatban: Mr. Herriman. Tökéletes úr 213 cm a kalapjával együtt és kb. 94 kg.

### Fontosabb szereplők
- Foster néni – A  foszterék háza megalapítója, és noha idős, a játéktrükkök iránti érdeklődése és meglepő bátorsága nem erre utal. Gyermekkorában ő találta ki Tökéletes urat, akit sose nőtt ki. Az öreg hölgyekhez képest nagyon erős és kalandra vágyó személyiség. Foster néni pontos korát sajnos nem lehet tudni, de valószínűleg több mint százéves.
- Bumm – Magas, kb.305 cm és 58 kg. Harmincéves, piros képzeletbeli barát, akinek bal karja csonk, bal szeme kisebb, és szemének szára hajlott – a sorozatból kiderült, hogy ez nem mindig volt így. Elég tisztességes és sportszerű, ami élete minden részére kihat. Rendkívül udvarias, még akkor is segít másoknak, ha éppen valami dolga van, és kivétel nélkül bocsánatot kér, ha valakinek kellemetlenséget okozott. Neve az eredeti változatban Wilt (ejtsd: vájlt), ami tiszteletadás Wilton Norman „Wilt” Chamberlainnek, az NBA legendás csillagának, de neve még utal az angol wilt kifejezésre is, ami magyarul hervadtat jelent.
- Eduardo – Latin-amerikai őrző-védő barát, aki néha középszerű kiejtéssel használ spanyol szavakat. Leginkább szarvasmarhára emlékeztet. Hatalmas szarvai vannak, lila bundája és egy szürke nadrágja, ami egy halálfejes övvel van felkötve. Alkotója Nina Valarosa, eltávozáson lévő rendőr. Szereti a krumplit. Ha egy barátja veszélyben van, úgy viselkedik, mint egy csibéit védelmező tyúkanyó. Ed 213 cm és 230 kg. A Coco által kiosztott Foster Baseball kártyák első szériája szerint egy nagy kövér "bébi", majd a másodikban a virágok megöntözése után "csibe", majd miután lecsúszott a lépcső korlátján, félős "nyuszi" és végül a lángkarika trükk után őrült idióta.
- Coco – Egy kakukk-repülőgép-pálmafa képzeletbeli barát , aki csak a kokó szót tudja kimondani különböző sebességgel és hangsúllyal. Egyetlen módja a beszéde megértésének az, hogy megfigyeljük a szótagokat, és a helyzetre illesztve megpróbáljuk kitalálni, hogy milyen szó illik a kokó helyére. Képes olyan színes műanyag tojásokat tojni, amikben van valami meglepetés, jók is, rosszak is, és néha teljesen értelmetlenek is. Alkotója ismeretlen.

### Visszatérő szereplők
- Goo – Születési neve Goo Goo Ga Ga, amit csecsemőkorában választott magának, de a sorozatban legtöbbször Goo-nak szólítják. Goo képzelete határtalan, több mint 750 barátot képzelt el, rendkívül hiperaktív, és gyorsan beszél. Abban az epizódban, amiben megismerhetjük őt, a többi szereplő úgy gondolta, hogy Goo és Mac szerelmesek voltak egymásba. Bár sokkal öregebbnek tűnik Macnél (tini lehet), azt hogy igazából hány éves, sosem lehetett megtudni.
- Terrence – Mac tizenhárom éves testvére és visszatérő gonosz, aki folyton folyvást szekálja Macet. Ő találta ki Pirost, akit Bloo kiirtására akart késztetni, de mind kiderült Piros nem gonosz. A sorozat 2. epizódjában a Hercegnővel együtt akarták megölni Bloot.
- Sajt – Sárga, idétlen és agy-nélküli képzeletbeli barát, aki büdös. Valószínűleg sajt szaga van ezáltal a képzeletbeli és nem képzeletbeli egerek kedvence. Eduardoval szemben ő a „kakaót” (Sajt a gyümölcsleveket kakaónak nevezi.) és a pelyhet szereti. Az egyik epizódban Mac arra ébred, hogy Sajt fekszik az ágyában, és emiatt úgy hiszi, hogy ő találta ki, és ő Bloo testvére, de az epizód végén kiderül, hogy a Mac szomszédjában élő fogszabályzós lány találta ki, akit Louiz-nak hívnak. Majd az utolsó részben mégis a Foster ház lakója lesz.
- Hercegnő – Egy kétdimenziós, sárga bőrű, nagyigényű, utálatos képzeletbeli barát. Nem szeret a Foster házban lakni, de „A siránkozó hercegnő” című részben egyszer adoptálták a Hercegnőt, az se tetszett neki, majd egy nappal később Mac és Bloo visszavitte a Foster házba. Az eredeti változatban a Duchess nevet viseli.

## Magyar szinkron
A szinkront a Cartoon Network megbízásából a Mafilm Audio Kft. készítette.
Magyar szöveg:
- Kis Odett

Dalszöveg:
- Csörögi István

Hangmérnök:
- Illés Gergely, Tóth Péter Ákos

Rendezőasszisztens és vágó:
- Simkóné Varga Erzsébet

Gyártásvezető:
- Gerencsér Adrienn

Szinkronrendező:
- Kosztola Tibor, Nikodém Zsigmond

Magyar hangok:
- Narrátor – Viczián Ottó
- Bloo – Görög László
- Frankie/Hercegnő – Náray Erika
- Mac – Morvay Gábor (1-4. évad), Penke Bence (5-6. évad)
- Eduardo – ifj. Jászai László
- Bumm – Welker Gábor, Damu Roland (4. évad), Király Attila (5. évad néhány epizódja)
- Tökéletes Úr – Kertész Péter
- Foster néni – Halász Aranka
- Sajt – Kossuth Gábor
- Goo – Dögei Éva
- Terrence – Molnár Levente
- Zsebes bácsi – Faragó András

További magyar hangok: Bókai Mária, Bolla Róbert, Borbíró András, Csuha Lajos, Forgács Gábor, Hamvas Dániel, Kapácsy Miklós, Koncz István, Martin Adél, Molnár Levente, Rajkai Zoltán, Simonyi Balázs, Zámbori Soma

## Játékok
- Barát a bajban – Egy csibész kislány akarja hazavinni magának Bloot képzeletbeli barátnak, és s ezt nekünk kell megakadályozni.
- Ajtótól ajtóig – Mindenféle képzeletbeli baráttal találkozhatunk a Foster ház különböző ajtói mögött, de megtaláljuk-e a barátok párjait?
- Mentsd a menthetőt! – Frankie-vel kell elkapnunk a tárgyakat, amik a Hercegnő hisztijéből kifolyólag zuhannak le, és rajtunk áll, hogy eltöri-e a Foster ház törhető tárgyait, vagy sem.
- Moss és fuss Wilttel – Ebben a játékban Bumm-mal kell beledobni a ruhákat azokba a mosógépekbe, amelyiknek ajtaja éppen kinyílik.
- Éjféli nassolás – Eduardo, Bloo és Mac minél több édességet szeretne elkapni úgy, hogy egy pallóról ugrálnak föl és le.
- Vicces ugrálókötelezés – Bumm a kezét ugrálókötélnek használva segít barátainak különböző táncmozdulatok elsajátítására.
- Coco tojáshajigálója - Coco mindenfelé tojásokat hajigál, Macnek pedig össze kell szednie őket, és el kell kapnia az ajándékokat.
- Awesome house party - Óriási házibuli - Egy kalandjáték, melyben létrehozható saját képzeletbeli barátunk, aki nem máshol, mint a Foster házban él. Egyelőre csak angolul érhető el.

## Érdekességek
- Az angol foster szó magyarul elhagyatottat, árvát jelent, a foster home pedig árvaházat. A sorozat címe egy szójáték, mivel a Foster család házában játszódik, ami egyben egy árvaház képzeletbeli barátoknak.
- A rajzfilm Pilot epizódja három részes volt, és 66 perces.
- Craig McCracken maga is feltűnik a sorozatban mint animátor.
- A Plázakaland című részt Magyarországon románul adták, mert véletlenül felcserélték a hangsávokat.
- Bloo magyar neve eredetileg Puhi lett volna, az első ajánlókban is ezen a néven említik.
- A Rémálom a Wilson utcában című epizódot 3D-ben is leadták.[2]
- A sorozat magyar címe eredetileg Álmok háza lett volna, eleinte ezzel a címmel reklámozták. Hivatalos magyar címe az eredeti cím tükörfordítása.